# 백주년관 (브로츠와프)

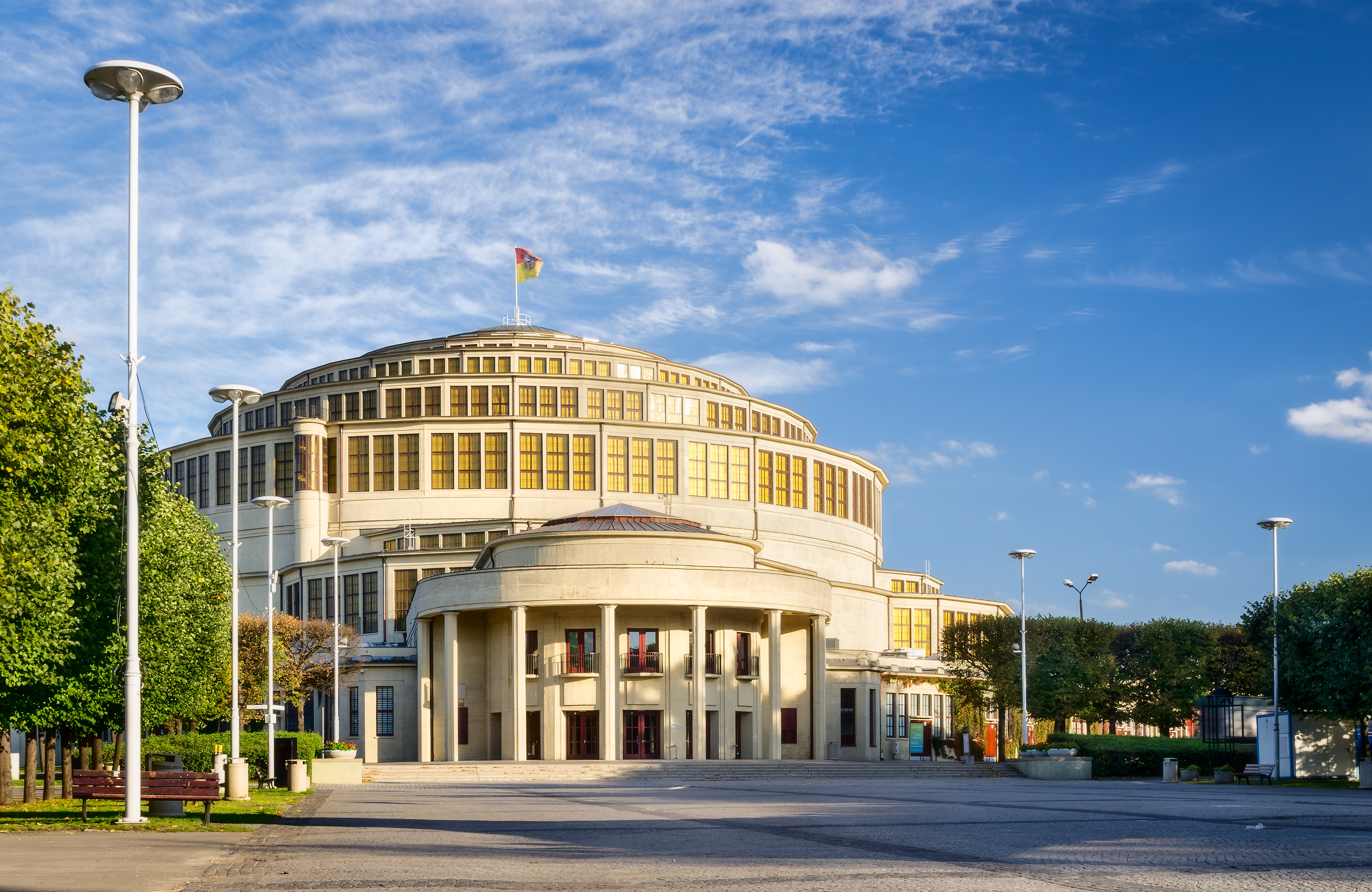
백주년관

백주년관(폴란드어: Hala Stulecia)은 폴란드 브로츠와프에 있는 역사적인 건물이다. 이 건물은 건축가 막스 베르크의 계획에 따라 1911년~1913년에 건설되었다. 막스 베르크는 백주년 기념관을 "전시회, 콘서트, 연극, 오페라 공연, 스포츠"를 개최하는 다기능 구조물로 설계했다. 이 기념관은 여전히 스포츠 행사, 비즈니스 회의, 콘서트 등에 사용되고 있다.